# Winckler
Winckler ist ein deutscher Familienname.

## Herkunft und Bedeutung
Winckler ist eine Schreibvariante des Namens Winkler.

## Namensträger
- Andreas Winckler (1498–1575), deutscher Buchdrucker, siehe Andreas Winkler (Buchdrucker)
- Andreas Winckler (1623–1675), deutscher Kaufmann und Ratsherr in Leipzig
- Arnold von Winckler (1856–1937), deutscher General der Infanterie
- Anton Winckler (1637–1707), deutscher Politiker, Bürgermeister von Lübeck
- Arthur Winckler, deutscher Politiker (Wirtschaftspartei), MdL Preußen
- Carl Gottfried von Winckler (1722–1790), deutscher Jurist, Hochschullehrer und Politiker, Bürgermeister von Leipzig
- Charles Winckler (1867–1932), dänischer Leichtathlet
- Christian Gottfried Winckler (1734–1784), deutscher Unternehmer, fürstlich-sächsischer Hofrat und bürgerlicher Rittergutsbesitzer
- Clemens Winckler (1936–2014), deutscher Politiker (CDU)
- Eva von Tiele-Winckler (1866–1930), deutsche Diakonisse, Gründerin der diakonischen Einrichtung Friedenshort
- Fedor von Winckler (1813–1895), preußischer Generalleutnant
- Franz von Winckler (1803–1851), deutscher Bergwerksunternehmer
- Franz Hubert von Tiele-Winckler (1857–1922), deutscher Großgrundbesitzer, Montanindustrieller und preußischer Landrat
- Georg Winckler (Theologe) († 1527), deutscher Theologe
- Georg Winckler (Kaufmann) (1582–1654), deutscher Kaufmann
- Georg Winckler (Bürgermeister) (1650–1712), deutscher Kaufmann und Bürgermeister von Leipzig
- Georg Winckler (Ökonom) (* 1943), österreichischer Wirtschaftswissenschaftler und Hochschullehrer
- George Friedrich Winckler (1704–1762), deutscher Baumeister des Spätbarock
- Gottfried Winckler (1731–1795), deutscher Kaufmann und Kunstsammler
- Gottfried Christian Winckler (1635–1684), deutscher Mediziner
- Gustav Winckler (Gunnar Winckler; 1925–1979), dänischer Sänger
- Hans Winckler (1896–1969), deutscher Arzt und Homöopath
- Heinrich Arnold Wilhelm Winckler (1796–1848), deutscher Lehrer und Schriftsteller
- Heinz Winckler (* 1978), südafrikanischer Sänger
- Henner Winckler (* 1969), deutscher Regisseur
- Hermann von Winckler (* 1799), deutscher Gutsbesitzer und kurhessischer Abgeordneter
- Hugo Winckler (1863–1913), deutscher Archäologe und Sprachwissenschaftler
- Johann Winckler (1642–1705), deutscher Theologe
- Johann Dietrich Winckler (1711–1784), deutscher Theologe
- Johann Friedrich Winckler (Theologe) (1679–1738), deutscher lutherischer Theologe
- Johann Friedrich Winckler (Politiker) (1856–1943), deutscher Politiker (DNVP)
- Johann Heinrich Winckler (1703–1770), deutscher Philosoph, Naturforscher und Hochschullehrer
- Johann Joseph Winckler (1670–1722), deutscher Geistlicher und Schriftsteller
- Josef Winckler (1881–1966), deutscher Schriftsteller
- Jutta Hering-Winckler (* 1948), deutsche Juristin und Opernproduzentin
- Karl von Winckler (Karl von Winkler; 1912–1988), österreichisch-deutscher Unternehmer
- Llewellyn Winckler (* 1987), namibischer Rugby-Union-Spieler
- Lutz Winckler (* 1941), deutscher Literaturwissenschaftler
- Paul Winckler (1630–1686), deutscher Jurist und Schriftsteller, siehe Paul Winkler (Schriftsteller)
- Paul Winckler (Kaufmann) (1659–1710), deutscher Kaufmann und Politiker
- Paul Winckler (General) (1843–1909), deutscher Generalmajor
- Paul Winckler (Beamter) (um 1861–1930), deutscher Verwaltungsbeamter und Rittergutsbesitzer
- Peter Winckler (1960–2024), forensischer Psychiater
- Roland Winckler, Künstler und Buchautor, siehe Don Rolando
- Stefan Winckler (* 1967), deutscher Politikwissenschaftler und Publizist
- Willibald Winckler (1838–1871), deutscher Schriftsteller